# 章台镇
章台镇，是中华人民共和国河北省邢台市威县下辖的一个乡镇级行政单位。

## 行政区划
章台镇下辖以下地区：
北章台村、朱庄村、南镇村、南章台村、大章台村、中章台村、王撞村、鱼堤村、郝家屯村、三益庄村、北胡帐村、南胡帐村、逯家庄村、西小河村、白小河村、北杨庄村、潘固村、掌史村、东里村、西里村、东柏悦村、西柏悦村、西章华村、南章华村、东章华村、章华堡村、宋庄村、翟庄村、章刘村和中胡帐村。